# Euthyonidiella aculeata
Euthyonidiella aculeata is een zeekomkommer uit de familie Sclerodactylidae.
De wetenschappelijke naam van de soort werd in 1894 gepubliceerd door Hubert Ludwig.